# Blat picat
El blat picat, blat escairat o blat molinat és un guisat típic de les comarques de la Safor, el Comtat, i la Marina Alta de València. A Catalunya també és típic al Berguedà i al Solsonès. Consisteix en una espècie d'olla amb diferents productes de carns, verdures i cigrons però que incorpora blat en comptes d'arròs. El nom és degut al fet que després de posar el blat en remull tota la nit cal picar-lo amb un morter per a separar el gra de la pell que el recobrix.